# برایان پیکر
برایان پیکر (انگلیسی: Brian Peaker؛ زادهٔ ۲۶ مهٔ ۱۹۵۹) ورزشکار روئینگ اهل کانادا است.
وی در مسابقات کشوری و بین‌المللی در مجموع برندهٔ ۱ مدال نقره شده‌است.